# 重罪
在普通法中，重罪（英語：felony）特指一类较为严重的犯罪。其严重程度则是相对于轻罪而言的。英语中重罪一词源自中世纪法语 félonie。在普通法里，该术语最初被用于形容一类违法行为；违反此类行为之人一旦被定罪，则会被没收土地和财产，甚至追加包括死刑在内的其他惩罚。而经法庭审判定罪犯有重罪之人通常被称为重罪犯（felon）。
在一些普通法司法管辖区域内（例如英格兰、威尔士、爱尔兰、加拿大、香港、澳大利亚和新西兰），犯罪行为不再被简单地划分为重罪或轻罪。与之代替的，较为严重的犯罪被归为可公訴罪行，而相对轻微的犯罪则被归为簡易程序罪行。
重罪和轻罪的区分标准并非是一成不变的。美国是仍然以重罪与轻罪划分犯罪行为的国家之一，美国联邦政府将重罪定义为可判处死刑或超过一年以上刑期的罪行。此分类是根据罪名的潜在刑期决定的，这意味着即便被告最终被判处了少于一年的刑期，其所犯罪行仍然被视为重罪。